# Normenausschuss Information und Dokumentation im DIN
Der Normenausschuss Information und Dokumentation (NID), bis 2015: Normenausschuss Bibliotheks- und Dokumentationswesen (NABD) im DIN Deutsches Institut für Normung e. V. ist für die nationale Normung verantwortlich: Für das Erstellen, Publizieren, Erhalten, Wiederauffinden, Vermitteln und für die Nutzung von Dokumenten und Daten in allen Bereichen des Informationswesens (Archive, Bibliotheken, Dokumentationsstellen, Museen, Verlage, Buchhandel etc.)
Daneben nehmen die Experten des NID auch zu internationalen Normungsvorhaben Stellung, entwickeln eigene Normungsinitiativen und vertreten die nationalen deutschen Interessen in den internationalen Normungsgremien.

## Geschichte
Der NID ist einer der ältesten Normenausschüsse des DIN überhaupt (Gründung 1927). Die älteste DIN-Norm aus seinem Zuständigkeitsbereich wurde im Jahr 1928 erstmals veröffentlicht: DIN 1501 „Bibliothekswesen - Zeitschriften - Ordnungsleiste auf der ersten Umschlagseite“.

## Normgebiete
Normungsarbeiten werden für folgende Bereiche und Gebiete festgelegt:
- Datenelemente,
- Transliteration,
- Bibliotheksmanagement,
- Leistungsindikatoren für Bibliotheken,
- Nummerungssysteme,
- Codierungssysteme,
- Bestandserhaltung und
- Archiv- und Schriftgutverwaltung.[8]

Als Ergebnis der Normungsarbeiten auf dem Gebiet der Transliteration und Transkription sind unter anderem Umschriften von kyrillischen, griechischen, hebräischen, armenischen, georgischen, arabischen, persischen, kurdischen oder chinesischen Buchstaben bzw. Zeichen in das lateinische Alphabet zu nennen.
Im Bereich der Nummerungssysteme sind insbesondere die Normungsprojekte und -ergebnisse zu den Internationalen Standardnummern für Bücher und andere monographische Veröffentlichungen (ISBN) sowie für fortlaufende Sammelwerke (ISSN) bekannt. Weitere Internationale Nummerungssysteme wurden für Ton- und Videoaufnahmen (ISRC), für Musikalien (ISMN und ISWC) oder für Sammlungen (ISCI) erarbeitet.
Auch an der Erarbeitung und Aktualisierung der Ländercodes der Reihe ISO 3166 wirkt der NID seit 1971 mit.
Auf dem Gebiet der Bestandserhaltung betreut der NID Normungsprojekt mit Anforderungen an den Bau von Archiven und Bibliotheken oder an die Aufbewahrung und langfristige Sicherung von Archiv- und Bibliotheksgut. Außerdem werden Normungsprojekte im Bereich der Informationstechnik betreut. Dazu gehören Projekte wie die digitale Langzeitarchivierung, Metadatenformate, RFID-Technologien, persistente Identifikatoren oder Dateiformate wie PDF.

## Wichtige Publikationen (Auswahl)
- DIN 67700: Bau von Bibliotheken und Archiven – Anforderungen und Empfehlungen für die Planung. Beuth Verlag, 2017.
- ISO 15836-1: Information and documentation – The Dublin Core metadata element set – Part 1: Core elements. Beuth Verlag, 2017.
- Umschriften in Bibliotheken – Anwendung, Verfahren, Tabellen. 1. Auflage. Beuth Verlag, 2011, ISBN 978-3-410-20311-7.
- Bestandserhaltung in Archiven und Bibliotheken. 5. Auflage. Beuth Verlag, 2015, ISBN 978-3-410-25411-9.
- DIN Taschenbuch 343: Bibliotheks- und Dokumentationswesen. 4. Auflage. Beuth Verlag, 2018, ISBN 978-3-410-28050-7.
- Records Management nach ISO 15489 – Einführung und Anleitung. Beuth Verlag, 2018, ISBN 978-3-410-27509-1

## Organisation
Der NID hat seine Sacharbeit derzeit in sieben Arbeitsausschüssen organisiert:
- Arbeitsausschuss 01: Transliteration und Transkription
- Arbeitsausschuss 02: Technische Interoperabilität
- Arbeitsausschuss 07: Qualität – Statistik und Leistungsevaluierung
- Arbeitsausschuss 09: Beschreibung und Identifizierung von Dokumenten
- Arbeitsausschuss 10: Länderzeichen
- Arbeitsausschuss 14: Bestandserhaltung in Archiven und Bibliotheken
- Arbeitsausschuss 15: Schriftgutverwaltung und Langzeitverfügbarkeit digitaler Informationsobjekte

Die Tätigkeit des Arbeitsausschusses 02 ruht allerdings derzeit [Stand: Oktober 2012].
Vorsitzender des NID ist seit 2016 Mario Glauert (Brandenburgisches Landeshauptarchiv).